# بعجة

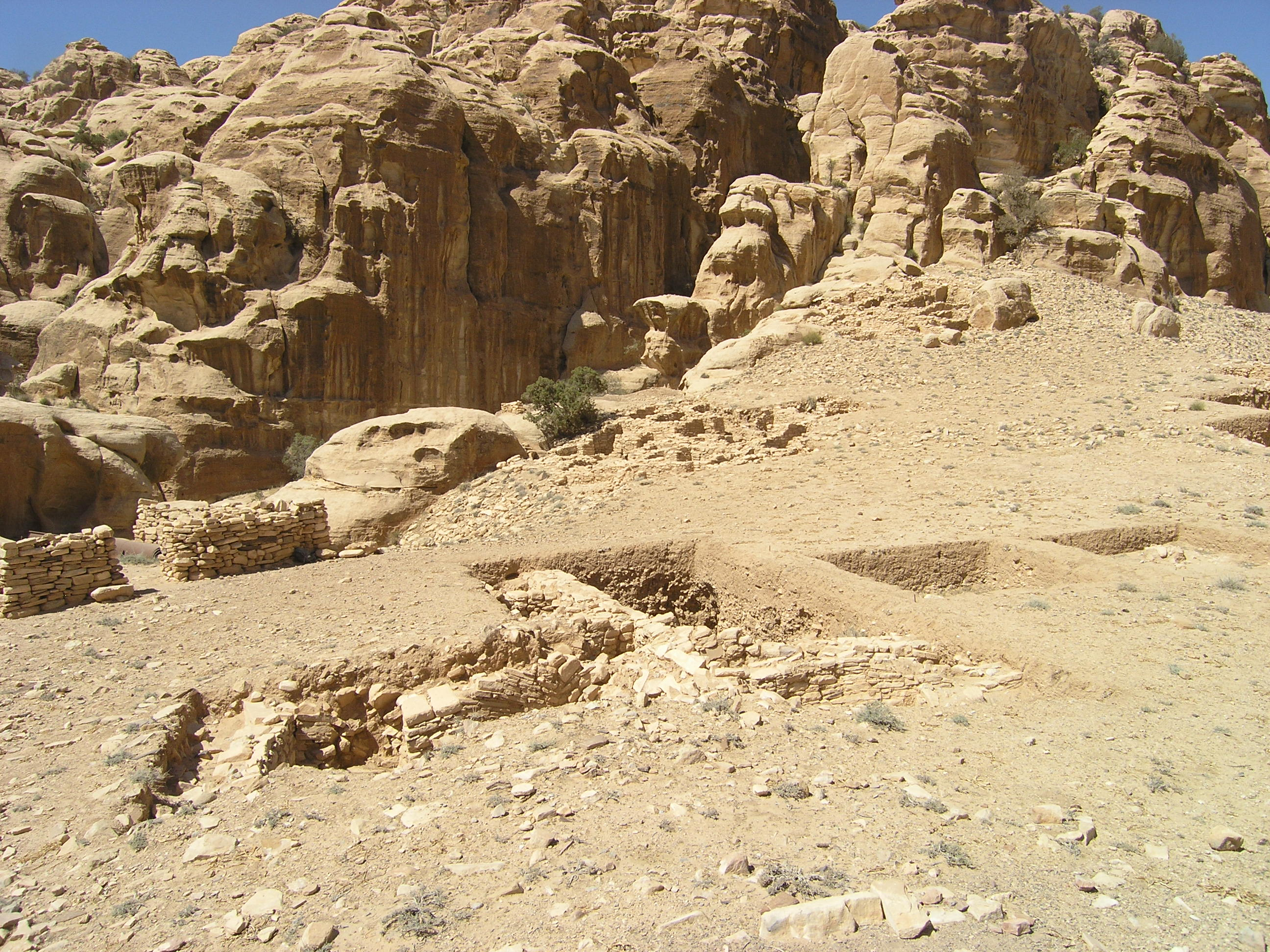
المناطق B و E و TU 2

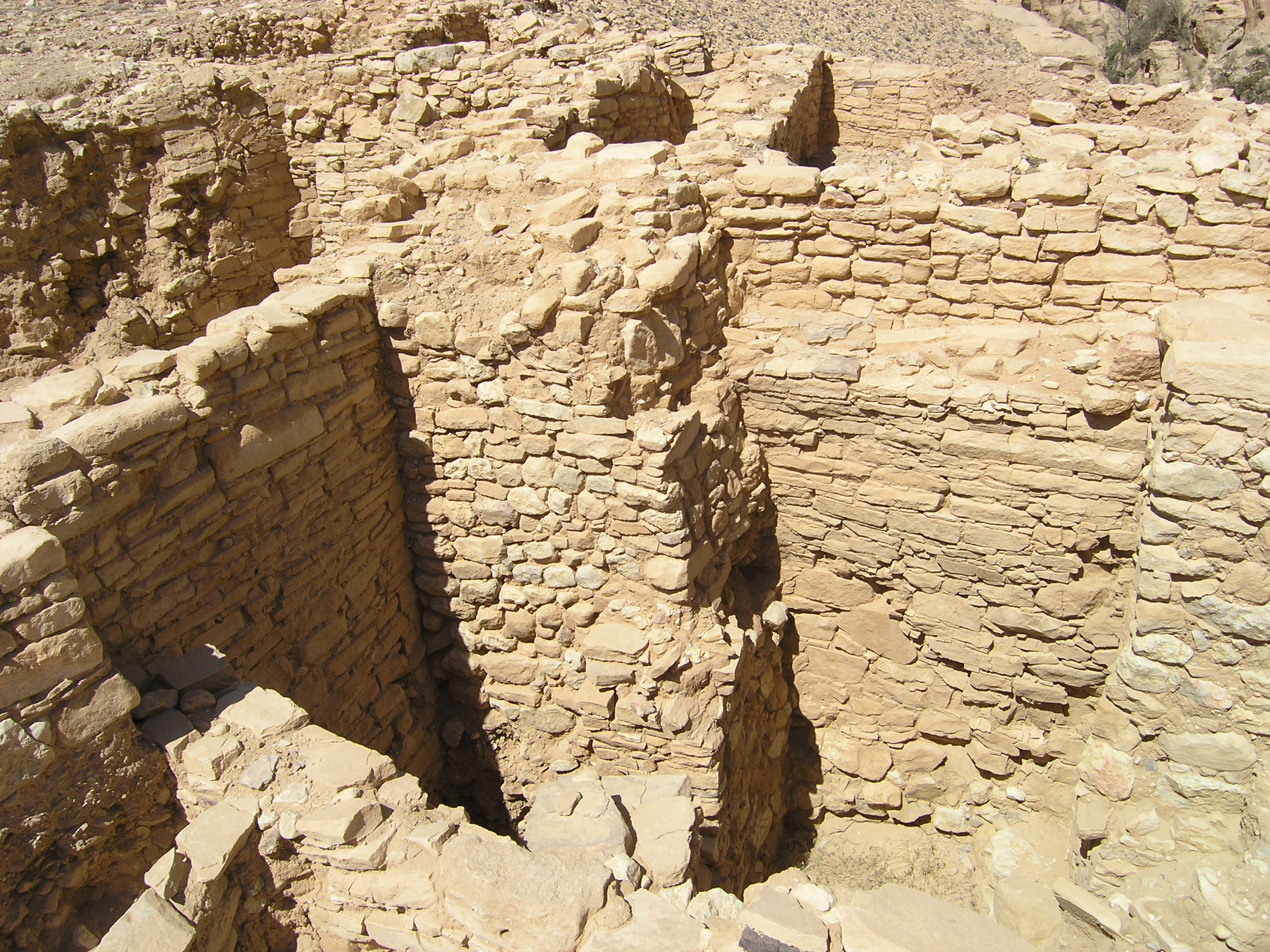
الجدران في المنطقة TU2

بعجة هي قرية من العصر الحجري الحديث تقع على بعد 14 كيلومتر (8.7 ميل) شمال البتراء، الأردن. تم بناء المستوطنة في 7000 ق.م، خلال فترة PPNB (العصر الحجري الحديث قبل الفخار). تقع بعجة على ارتفاع حوالي 1,160 متر (3,810 قدم)، ولا يمكن الوصول إلا عن طريق تسلق وادي ضيق شديد الانحدار.
بالقرب من مدخل الموقع توجد بعجة الأولى، وهي مستوطنة إسلامية تتكون من 2-3 طبقات من مستوطنة نبطية أقدم.

## لمحة تاريخيّة
لا تزال المعلومات المتوفرة حتى الآن قليلة للغاية عن السكان الأوائل الذين عاشوا في قرية بعجة في العصر الحجريّ الحديث، وحتى الاسم الأصلي القديم للقرية لا يزال غير معروف، حيث كان علماء الآثار هم منأطلقوا على الموقع الاسم الحالي له، وهو اسم مشتق من سلسلة الجبال القريبة.
تُعدّ النصوص المأخوذة من الكتب المُقدسة العبرية القديمة (تكوين 36: 8-21) هي أقدم السجلات المكتوبة التي وصفت سكان المنطقة الجبليّة التي تقع فيها قرية بعجة، فقد وصفت نصوص التوراة شعبًا سكن هذه المنطقة وكان أبناؤه يُعرفون باسم الحوريين، وفي الألفية الثانية قبل الميلاد، انضم إلى الحوريين أحفاد عيسو ابن النبي إسحق وحفيد النبي إبراهيم، وتزاوجوا معهم، ليحلوا محل السكان الأصليين للمنطقة في النهاية، وبحلول القرن الأول الميلادي، كان الأنباط قد استوطنوا في تلك المنطقة التي أصبحت تضم أيضًا مدينة البتراء.

## البنية التحتية والمنازل
كانت مساحات الأراضي الصالحة للسكن في مستوطنة بعجة الواقعة على قمة التل، والتي يفترض أن يبلغ عدد سكانها 600 نسمة، تتراوح ما بين 1.2 إلى 1.5 هكتارًا فقط. ولهذا السبب بنيت المنازل قريبة من بعضها البعض كما بنيت بعض المنازل على الوديان شديدة الانحدار المحيطة بالتل والتي وصلت زاوية انحدارها إلى 45 درجة. وصل ارتفاع جدران مباني المنطقة إلى 4.20 متراً، وكانت العديد من المنازل تتألف من أكثر من طابق واحد، بحيث تتصل هذه الطوابق ببعضها البعض عن طريق سُلّم داخلي، كما كانت هذه المنازل عادةً ما تحتوي على قبو. أعيد تجديد المنازل الموجودة في المنطقة بشكل متكرر، مما أدى إلى تغير نمط الاستيطان. وقد وُجدت العديد من الفؤوس الحجرية والأوعية الحجرية مدفونة بشكل طقوسي بين جدران المنازل وتحت الأرضيات كما عُثر على بقايا بشرية وحيوانية مدفونة أيضًا.

## صندوق عظام الموتي
على الرغم من أن مقابر القرية تعرضت للتدمير خلال العصر الحجري الحديث، فقد عثر الأثريون في منطقة بعجة على غرفة بلغت مساحتها 0.6 متر مربع، تحتوي على بقايا لوحة جدارية بتقنية فريسكو تظهر أشكالًا هندسية وزخارف ورسوم مجردة، كما كانت هناك عظام لثلاثة أشخاص بالغين بالإضافة إلى عظام تسعة أطفال صغار، وعند تحليل هذه البقايا لم تُكتشف أي أمراض يُحتمل أن تكون قد أدت إلى وفاتهم. كان طقوس الدفن في ذلك الوقت تقضي بأن يوضع المتوفى أسفل منتصف الغرفة بعد أن تتم إزاحة عظام الأموات السابقين جانبًا. عُثر أيضًا على العديد من اللؤلؤ الاصطناعي، بالإضافة إلى تسعة رؤوس سهام، وخنجر من الصوان المكسور، وخاتم من عرق اللؤلؤ، وقطعة أخرى من مجوهرات عرق اللؤلؤ، تحت جمجمة طفل حديث الولادة. كذلك عُثر في إحدى مدافن الفتيات الصغار على عقد مزخرف مصنوع من قلادة مركزية، وقفل منحوت تحيط بهما خيوط متعددة من عدة أنواع من الخرز، وقد عُثر أيضًا على مغرة حمراء تسببت في تحول العظام والاكتشافات إلى اللون الأحمر في جميع أنحاء المقبرة. كانت البقايا البشرية والهياكل العظمية العديدة الخاصة بالأطفال والتي عُثر عليها في مقابر المنطقة تُشير إلى إلى ارتفاع معدل الوفيات بين الشباب، ولكن لم يوضح تحليل البقايا الموجودة في المقبرة الوضع الخاص للمدفن.

## البنية الاجتماعية والاقتصاد
من المُرجّح أنه كان هناك تسلسل هرمي سطحي حاكم في بعجة، مما يعني أن القرارات كانت تُتخذ بإجماع رؤساء العائلات، ولكن مع عدم استبعاد وجود زعيم القرية. وقد عُثر في منطقة مستوطنة بعجة على عدة حلقات مصنوعة من الحجر الرملي محليّ الصنع والتي ظهرت في جميع أنحاء وسط الأردن خلال تلك الفترة وكانت تثستخدم في المقايضة ما بين للمكان كبديل للمال. وبما أن هذه الخواتم الحجرية ومنتجاتها الأولية وجدت في جميع المنازل، فمن الممكن افتراض أن الأسر كانت تقوم بإنتاجها. اعتمد سكان المنطقة في غذاءهم بشكل رئيسي على تربية الماشية والصيد حيث عُثر على الكثير من فراء الفهود والثعالب والوبر بكثرة.

## قراءة إضافية
- هانز جورج ك. جبل، جي إم ستارك: التحقيقات في العصر الحجري لمنطقة البتراء (أبحاث الهولوسين المبكرة). تقرير أولي عن حملات 1984. السنوي لقسم الآثار في الأردن 29 ، 1985، ص 89-114
- هانز جورج ك.جبل: Die Jungsteinzeit im Petra-Gebiet. في: م. ليندنر (Hrsg. ): البتراء. Neue Ausgrabungen und Entdeckungen. Delp، München / Bad Windsheim 1986، S. 273–308
- هانز جورج ك.جبل، هانز ديتر بينرت: موسم 1997 في باجة ، جنوب الأردن. Neo-Lithics 3/97 ex oriente ، Berlin 1997 ، S. 14–18
- هانز جورج ك.جبل ، هانز ديتر بينرت: باجة مخفية في جبال البتراء. النتائج الأولية لتحقيقات 1997. في: HGK Gebel ، Z. Kafafi ، GO Rollefson (Hrsg. ): عصور ما قبل التاريخ ، الأردن. وجهات نظر من عام 1997. دراسات في الإنتاج والعيش والبيئة في الشرق الأدنى المبكر ، 4 شرق ، برلين 1997 ، ص .221 - 262.
- هانز جورج ك. جبل ، بو دال هيرمانسن: باجة مخفية في جبال البتراء ، الجزء الثاني. النتائج الأولية لتحقيقات 1999-2000. في: H.-D. بينرت ، HGK جبل ، ر. نيف (Hrsg. ): المستوطنات المركزية في العصر الحجري الحديث في الأردن. دراسات في الإنتاج والعيش والبيئة في الشرق الأدنى المبكر 5. ex oriente ، برلين 2004
- هانز-ديتر بينرت ، رولاند لامبريتشز ، ديتر فيجيرر : Ba'ja. Archäologie einer Landschaft في الأردن. Bericht über archäologische Feldforschungen. في: R. Eichmann (Hrsg. ): Ausgrabungen und Surveys im Vorderen Orient. I Orient-Archäologie 5، M. Leideck، Rahden، 2002، S. 159-214